# Uitleg van Amsterdam in de 17e eeuw

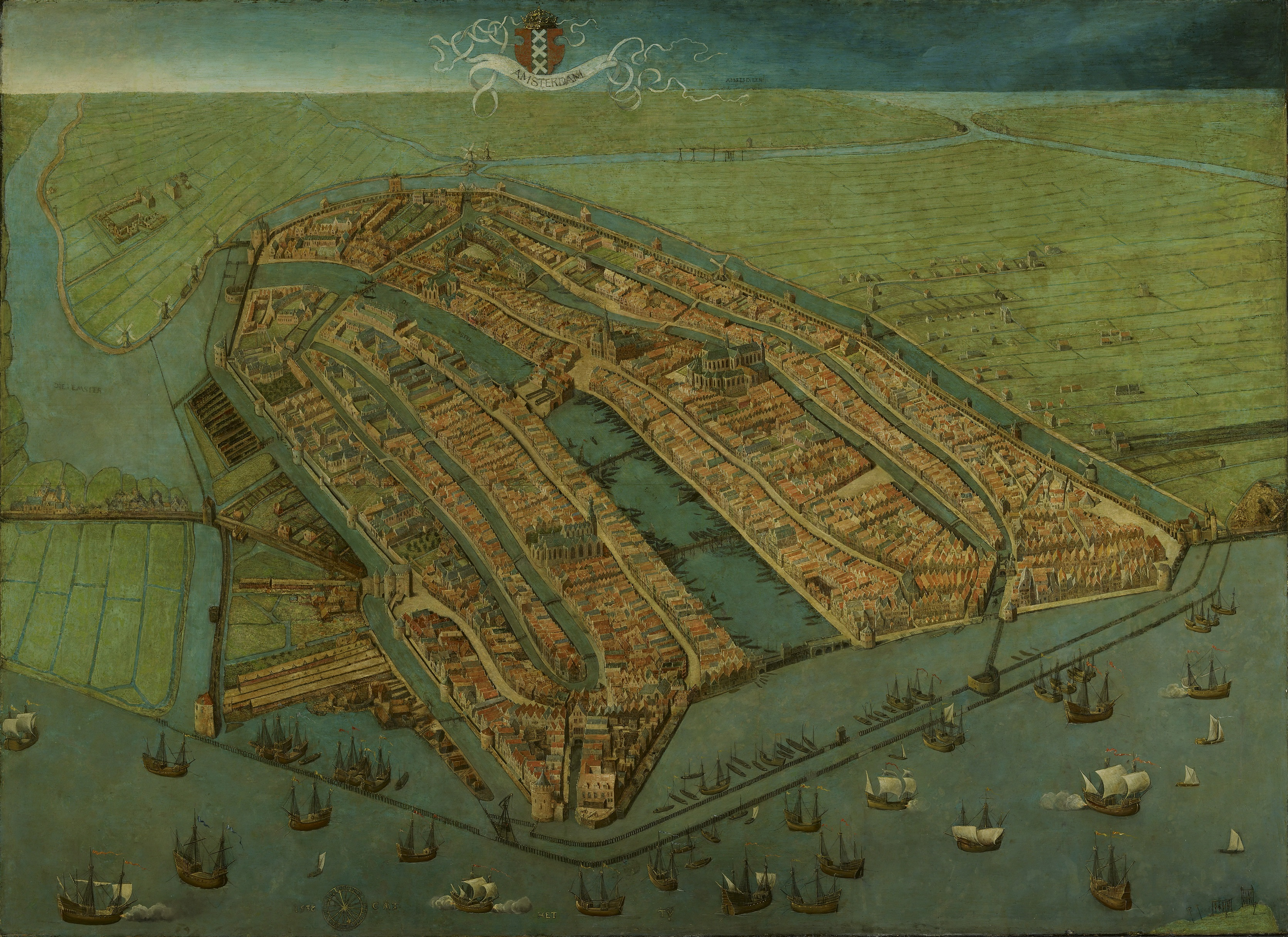
Oudste kaart van Amsterdam, van Cornelis Anthonisz, voor de uitbreidingen vanaf 1578-1593. De oude grachten tot en met het Singel, de Jordaan rechts, bestaat nog geheel uit sloten.

Tussen 1578 en 1665 vonden vier grote, bestuurlijk geplande stadsuitbreidingen van Amsterdam plaats, ook wel de Eerste, Tweede, Derde en Vierde Uitleg genoemd. In die periode groeide Amsterdam van 30.000 tot 160.000 inwoners en werd het de belangrijkste handels- en industriestad van Europa. Qua bevolkingsaantallen waren daarna alleen Parijs, Londen en Napels groter.
De Uitleg van Amsterdam was ingegeven vanuit militair, economisch, maritiem en demografisch perspectief. Militair, vanwege de bedreiging door het leger van de Spaanse koning en bouwkundige ontwikkelingen op het gebied van fortificatie; economisch, enerzijds omdat een groei in bewoners consumptiegroei betekende, anderzijds de uitbreiding van handel en nijverheid om meer arbeidskrachten vroegen; maritiem door toename van de wereldwijde handel met transport per schip en demografisch, door een sterke immigratie als gevolg van religieuze onderdrukking in de thuislanden en tolerantie in de stad, en de aantrekkingskracht van stedelijke welvaart op arme bewoners van het platteland.

## Voorgeschiedenis

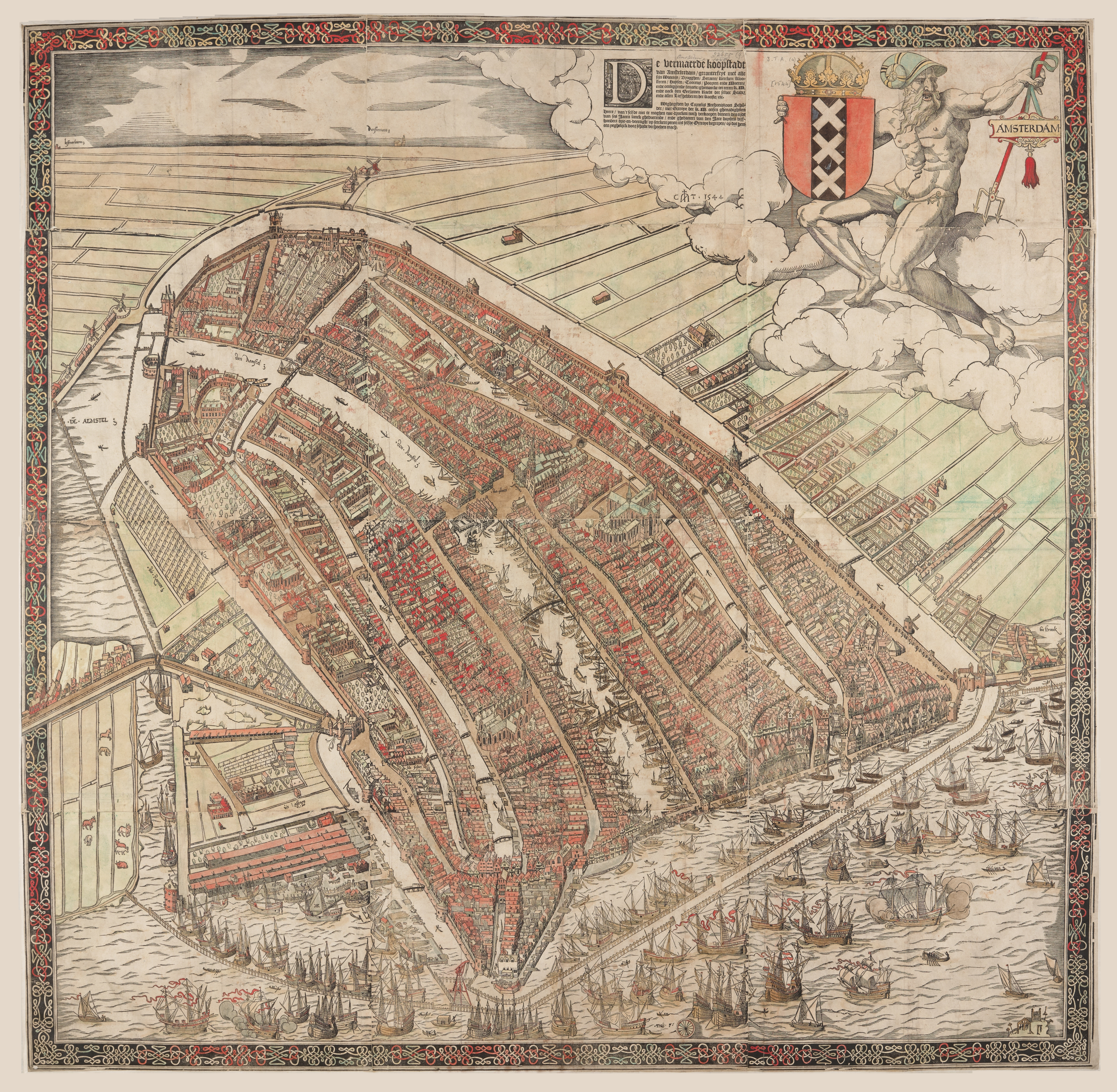
Amsterdam in vogelvlucht. 1544. Ingekleurde houtsnede.

In de eerste helft van de 16e eeuw bestond Amsterdam uit het gebied omsloten door het Singel aan de ene kant en Geldersekade en Kloveniersburgwal aan de andere kant. Het was een soort "doorgesneden ui" rond de as van de Binnen-Amstel. Op de groei van de bevolking werd in de loop van de 16e eeuw bestuurlijk weliswaar gereageerd met het laten opstellen van plannen, deze werden echter nog niet uitgevoerd. Vooral kooplieden en speculanten drongen aan op uitbreiding en verbetering van het oostelijke havengebied, toentertijd een Waal of dijkdoorbraak met een moerassige oever. De diverse plannen konden niet worden gerealiseerd vanwege de slechte mogelijkheden tot verdediging en een verbod op het bouwen van stenen huizen in dat gebied.
Anders werd dat vanaf 1578, het jaar van de Alteratie waarin Amsterdam als laatste van de Hollandse steden de zijde van de Reformatie koos. Het starre katholieke stadsbestuur, dat vasthield aan de Spaanse bezetting werd opzij gezet en protestantse kooplieden, waarvan sommigen jarenlang als religieuze vluchtelingen in het buitenland hadden vertoefd, namen het bestuur over. Niet toevallig waren dat diverse eigenaren uit de Lastagebuurt.
Deze nieuwe bestuurders maakten vaart met de uitbreidingsplannen in het jaar 1585 toen een effectieve verdediging dringend werd. De sluiting van de Antwerpse haven, de toevloed van immigranten met internationale handelsbetrekkingen, de uitbreiding van handel op de Levant, Archangelsk en Zuid-Amerika, het verbod op het aandoen van Spaanse en Portugese havens, de toenemende cartografische kennis, de ontwikkeling van een nieuw scheepstype, te weten het fluitschip, nieuwe vormen van scheepsassurantie, speculatie in de bouw en aandelen, de oprichting van de Vereenigde Oostindische Compagnie, een Effectenbeurs en de Wisselbank gaven de stad nieuwe impulsen.

## De Eerste en Tweede Uitleg

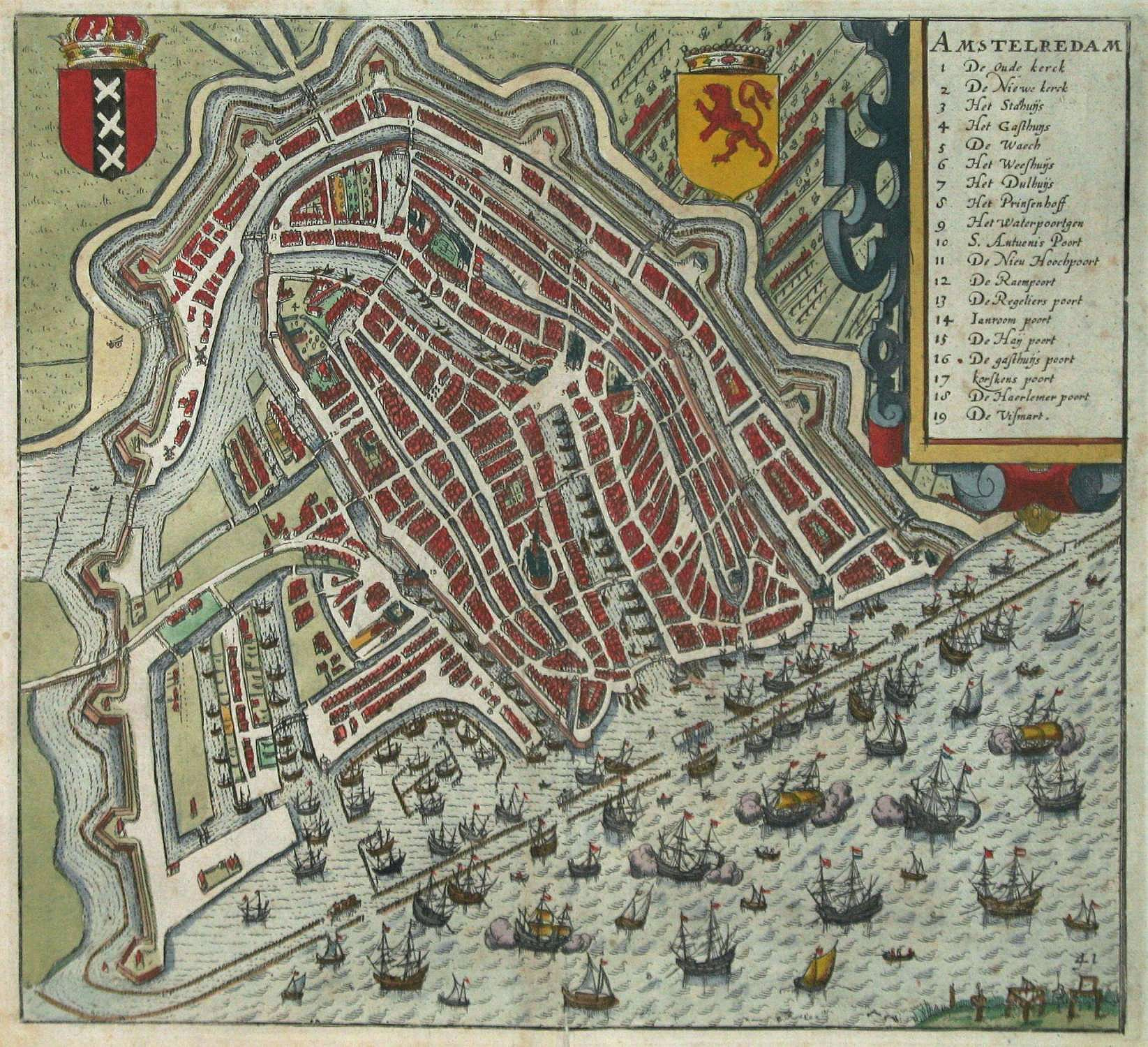
Amsterdam na de Eerste en Tweede Uitleg.

De Eerste en Tweede Uitleg - vaak samen genoemd omdat het aanvankelijke plan uit 1585 gewijzigd is en breder opgezet - beoogden scheepsbouw, houthandel en haven meer lucht te geven, zowel in oostelijke als westelijke richting. De eerste stadsuitleg vond plaats vanaf de Sint Anthoniespoort. In oostelijke richting en voorbij de Oudeschans werden drie eilanden aangeplempt (Uilenburg, Marken, Rapenburg). Op de Lastage werd woningbouw gerealiseerd voor de werkman, die vaak opeengepakt, of onder weinig hygiënische omstandigheden leefde. Rond de Sint Antoniesbreestraat vestigden zich kapitaalkrachtige Vlaamse en Joodse immigranten, gevolgd door kunstenaars. In 1595 besloot het stadsbestuur tot de aanleg van het eiland Vlooienburg. 
Aan de westkant werd over het Singel gebouwd tot aan de Herengracht; alle paden, sloten, moestuinen en boomgaarden verdwenen. Alle grond over het Singel is onteigend door de burgemeesters. De oude eigenaren kregen het recht de grond terug te kopen tegen meerwaarde en belast met rente, een drastische maatregel ter financiering van het omvangrijke project.
Als gevolg van een heftige economische crisis kwam de verkoop van bouwpercelen rond 1596 helemaal stil te liggen. Ook het register van door de stad bij publieke veiling ter verkoop aangeboden percelen geeft dat duidelijk weer. Na een opleving en nieuwe inzinking werd de situatie rond 1606 duidelijk beter, toen een wapenstilstand met Spanje werd gesloten en Johan van Oldenbarnevelt begon met vredesbesprekingen. Alhoewel een aantal pestepidemieën de bevolking decimeerde, hield de toestroom van nieuwe immigranten aan.

## Derde Uitleg

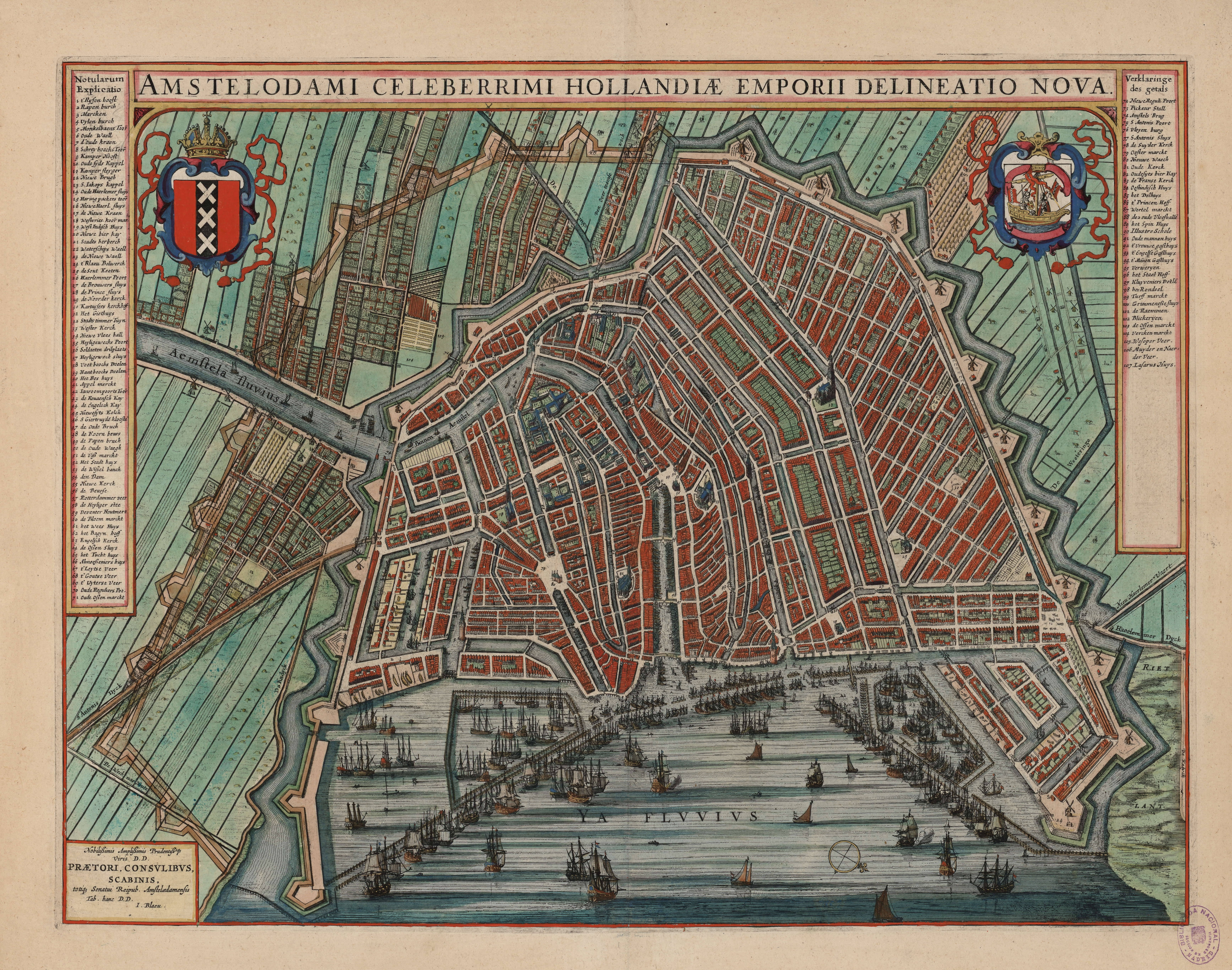
Plattegrond van Blaeu 1649. Duidelijk te zien zijn de grachtengordel en het stratenpatroon in de Jordaan dat aansluit op het verkavelingspatroon buiten de stadsmuur. Van de Oostelijke Eilanden is nog niets te bekennen.

Al voor het Twaalfjarig Bestand (1609-1621) bleken nieuwe uitbreidingsplannen noodzakelijk vooral bestemd voor een groeiende elite. Tussen 1613 en 1625 werd de Derde Uitleg gerealiseerd. In eerste instantie was die uitleg deel van een veel groter plan dat de hele ring van westelijk Amsterdam tot aan de Amstel moest beslaan. Het werd echter te groot geacht om in één keer te voltooien. Nadat de Herengracht was verbreed, zijn de Keizersgracht en Prinsengracht in 1615, resp. 1614 vanaf de Brouwersgracht, uitgegraven tot aan ongeveer de Leidsegracht. De bouwpercelen zijn vanuit het noordwesten, aan weerszijden opgehoogd met zand, afkomstig uit het Gooi of de duinen achter Haarlem.
De aarden stadswal, een nieuwe vinding - door beter geschut werd ook een groter schootsveld noodzakelijk ter verdediging - werd tussen 1610 en 1613 gegraven en in 1614 versterkt met een aantal bolwerken en voorzien van enkele stadspoorten: de Zaagmolenpoort en de Raampoort. Ten slotte werd de wal doorgetrokken tot aan de laatste stadsmuur, daterend uit het laatste decennium van de 16e eeuw. Daardoor ontstond ter hoogte van de Beulingstraat en de Leidsegracht een vreemde knik, die op de plattegrond van Blaeu (1649), maar ook op de Herengracht nog steeds goed is te zien.
De Westelijke Eilanden werden rond 1620 aangelegd naar eenzelfde model als eilanden aan de oostkant, die inmiddels vol raakten. Aan de westkant kreeg de West-Indische Compagnie beschikking over ruimte voor nieuwe pakhuizen en scheepswerven.
Ook in de Jordaan werd druk gebouwd op een tamelijk onlogisch stratenpatroon, gebaseerd op voormalige sloten. Vanwege het ontbreken van een gedetailleerd plan en de geringe bemoeienis door het stadsbestuur, sloten de bruggen over de Prinsengracht niet aan op de straten. In de Jordaan waren geen uitvalswegen, en dus geen radiaalstraten, en dus was het goedkoper de bestaande verkaveling te handhaven. Vooral in de Jordaan is ruimte voor stinkende en vervuilende bedrijvigheid gecreëerd, die zodoende uit de oude stad kon worden geweerd.
Begin 17e eeuw begonnen tevens rijk geworden Amsterdamse kooplieden te investeren in steenfabrieken langs de rivier de Utrechtse Vecht. De geproduceerde bakstenen en dakpannen vonden gretig aftrek in hun thuisstad. De bouwactiviteiten daar bereikten een voorlopig hoogtepunt rond 1644, toen het Nieuwe Waalseiland werd aangeplempt, gevolgd door een onbetwist dieptepunt in 1653.

## Vierde Uitleg

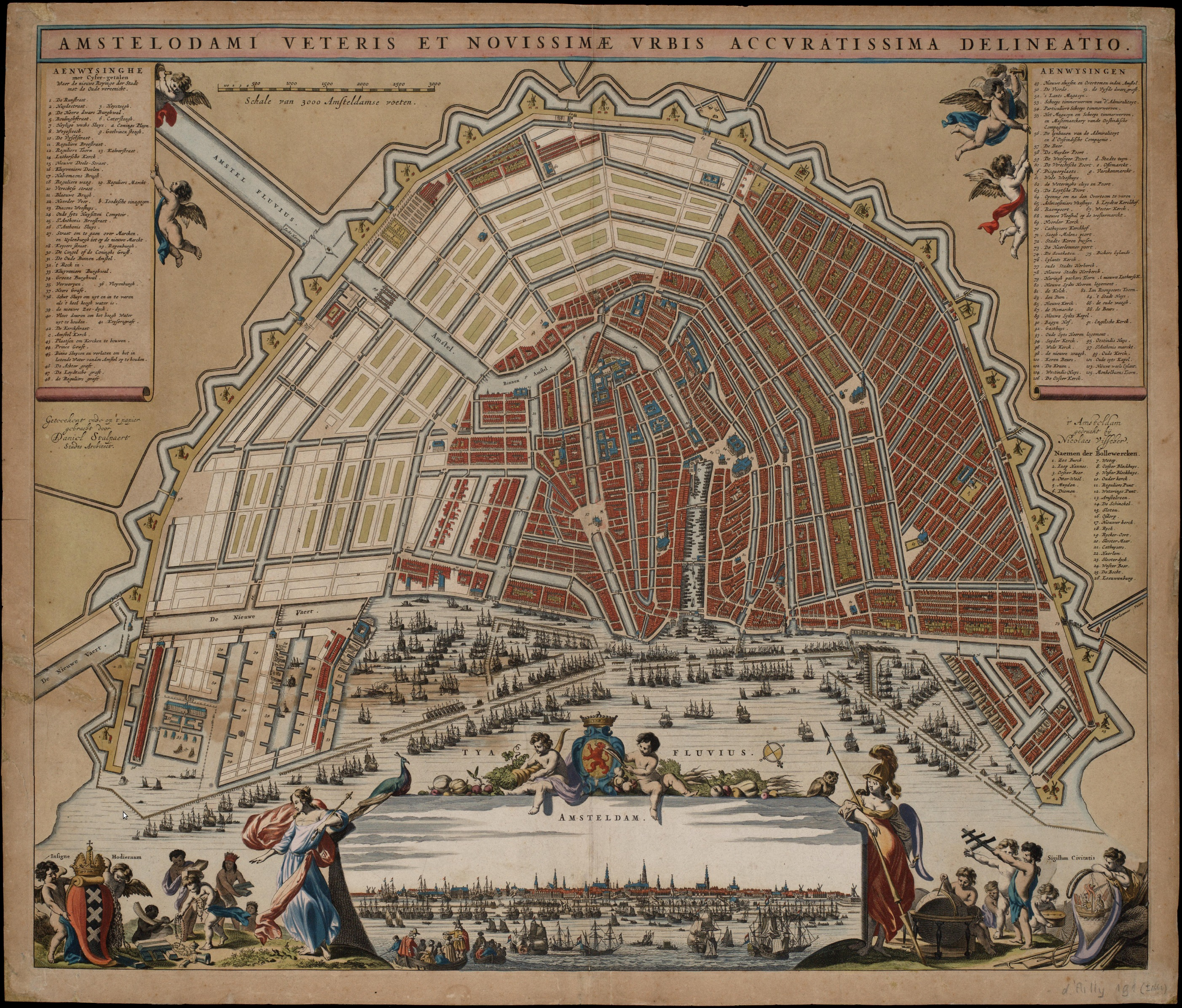
Kaart van Amsterdam door de stadsarchitect Daniel Stalpaert, juist na aanvang van de Vierde Uitleg, rond 1662.

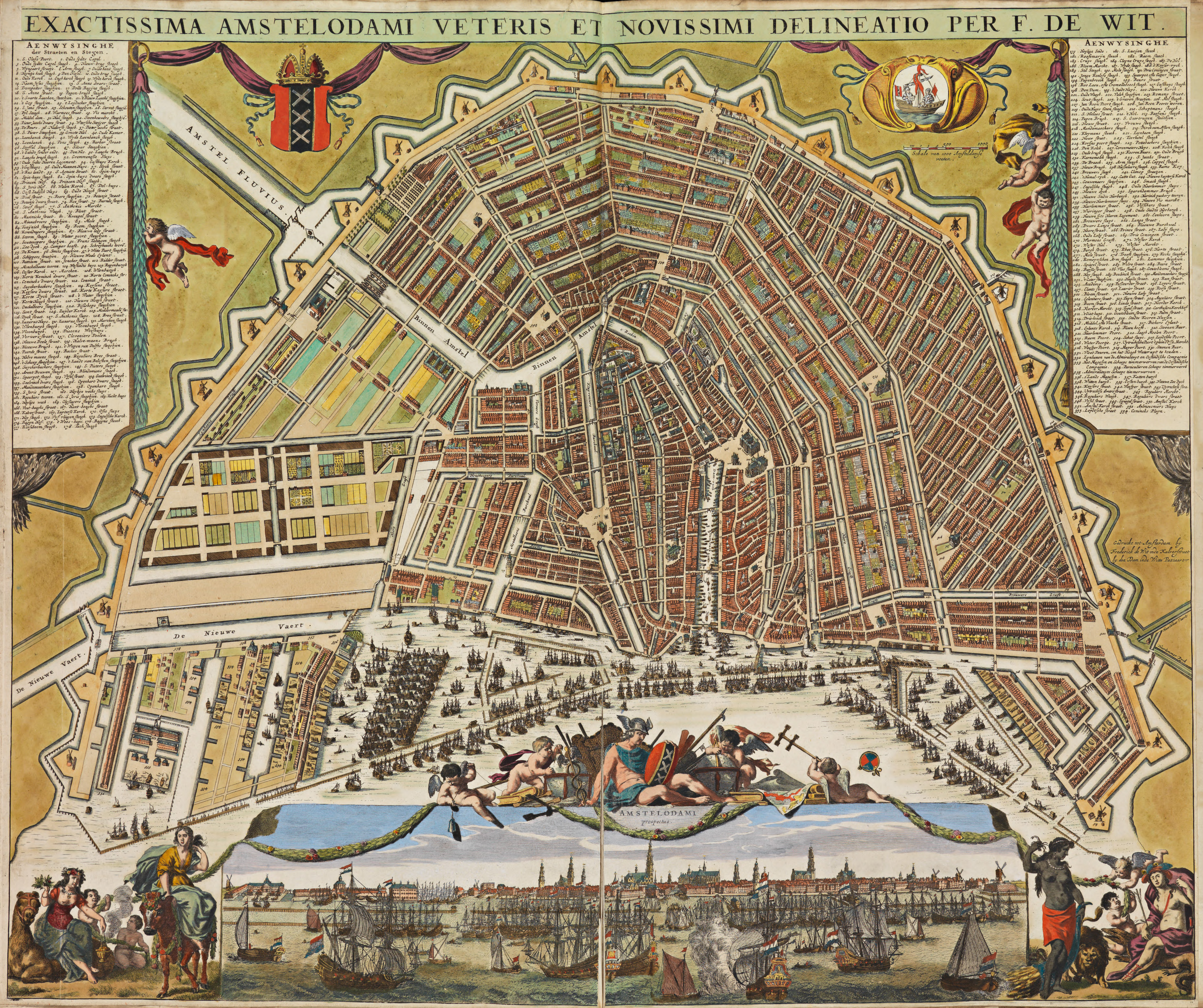
In deze kaart, gemaakt door Frederik de Wit omstreeks 1688, is te zien hoe de uitbreiding van de stad min of meer abrupt ophoudt bij de Amstel. De plantage is inmiddels herbestemd als pleziergebied.

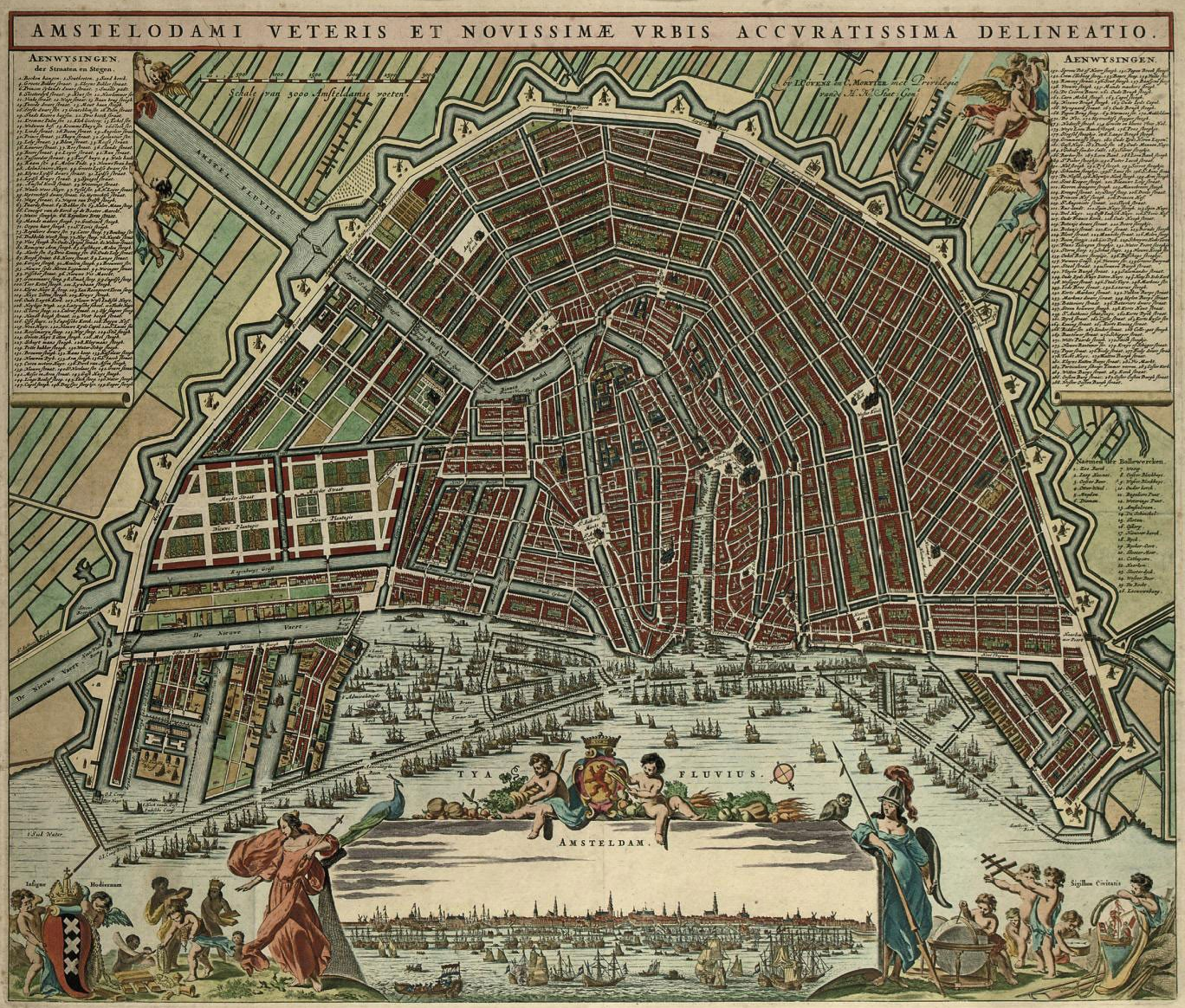
In het begin van de achttiende eeuw verkrijgt de grachtengordel min of meer zijn definitieve vorm. In deze kaart van Covens en Mortier uit circa 1721 is de Hoogte Kadijk inmiddels herkaveld.

De Admiraliteit van Amsterdam kreeg al in 1655 - in ruil voor de tot dan toe bezette grond op Uilenburg en Rapenburg - de gehele westelijke strook van het eiland Kattenburg voor het oprichten van een magazijn en het aanleggen van een timmerwerf. Tussen 1660 en 1665 werden ook de pakhuizen, lijnbanen en scheepswerven van de VOC verplaatst naar Oostenburg.
Tot de Vierde Uitleg werd door het stadsbestuur besloten in 1656. Deze Uitleg is ingegeven door de noodzaak de Oostelijke Eilanden met fortificaties te beschermen, daar deze al enige jaren in toenemende mate in gebruik waren voor scheepvaartgerelateerde activiteiten. De fortificaties zijn toen doorgetrokken tot over de Amstel naar het IJ. De stadsuitbreiding is gestimuleerd door een overvloed aan kapitaal voor luxe comsumptie, belegging en speculatie.
Joan Huydecoper van Maarsseveen (1599-1661) leverde een concept voor de vierde uitleg van Amsterdam, met gebruikmaking van een fortificatieplan, waarvan het traject al rond 1651 was bepaald. Vooral de naam van Daniel Stalpaert is met het project verbonden, waarmee de beroemde halve cirkel van de Amsterdamse stadsuitleg werd voltooid. Wel moest eerst de hele "voorstad" die buiten de veste was gebouwd door buitenpoorters worden afgebroken; dit gebeurde tussen 1660 en 1662. In de derde uitleg was die voorstad deels opgenomen in de stadsuitbreiding, waardoor de latere Jordaan ontstond. Maar door de ruimere opzet van Stalpaert, hij projecteerde de Kerkstraat tussen Keizers- en Prinsengracht, was er geen ruimte over voor nog zo'n oplossing.
De aarden omwalling over 14 km welfbogen rustten op een houten vloer, gedragen door 100.000 heipalen en een damwand in het water om afglijden te voorkomen. In 1663 was het werk geklaard en begon de stad op 7 december 1663 met verkoop van de bouwkavels aan particulieren. De nieuwe eigenaren verkregen het recht om als eerste het naast- of achtergelegen perceel aan te kopen. Omdat in het daarop volgende jaar ruim 24.000 mensen stierven aan de pest nam de vraag naar woningen eveneens af. De verkoop van de percelen kwam opnieuw vrijwel stil te liggen in het Rampjaar, toen het land rondom de stad werd geïnundeerd (onder water gezet) en scholen en winkels werden gesloten. Het duurde een tiental jaar voordat de investeringen weer op gang kwamen. Al die tijd lagen op de Herengracht bouwpercelen braak. In 1685 leidde de herroeping van het Edict van Nantes tot een stroom van vluchtelingen naar de stad. De bouwactiviteit nam aanzienlijk toe, vooral rond de Vijzelgracht, maar ook aan de Nieuwe Herengracht, eveneens aan de rand van de stad.
De Vierde Uitleg was afgestemd op de snelle bevolkingsgroei die sinds eind zestiende eeuw had plaatsgevonden. Die prognose bleek echter te rooskleurig. Amsterdam bleef tot ca. 1735 wel groeien, echter veel minder dan was aangenomen. Van 1708 is de omgeving van Hoogte Kadijk herkaveld, de bestaande bedrijvigheid verdween waaronder ook de restanten van het dorp Oetewaal. Oostenburg is pas rond 1720 volgebouwd. Vervolgens rezen de koop- en huurprijzen in Amsterdam de pan uit en was rond 1730 geen huurhuis meer te krijgen. Op sommige plekken in de binnenstad, waar voorheen industriële activiteit gevestigd was, zoals op de westkant van de Keizersgracht, verschenen alsnog herenhuizen. Onbenutte ruimte ten noorden van de Amstel was al in een eerder stadium weggegeven aan stedelijke instellingen zoals de Hortus en liefdadigheidsinstellingen, zoals de Amstelhof; de rest werd bestemd als wandelgebied, met diverse vormen van vermaak, nu de Plantagebuurt.

## Galerij

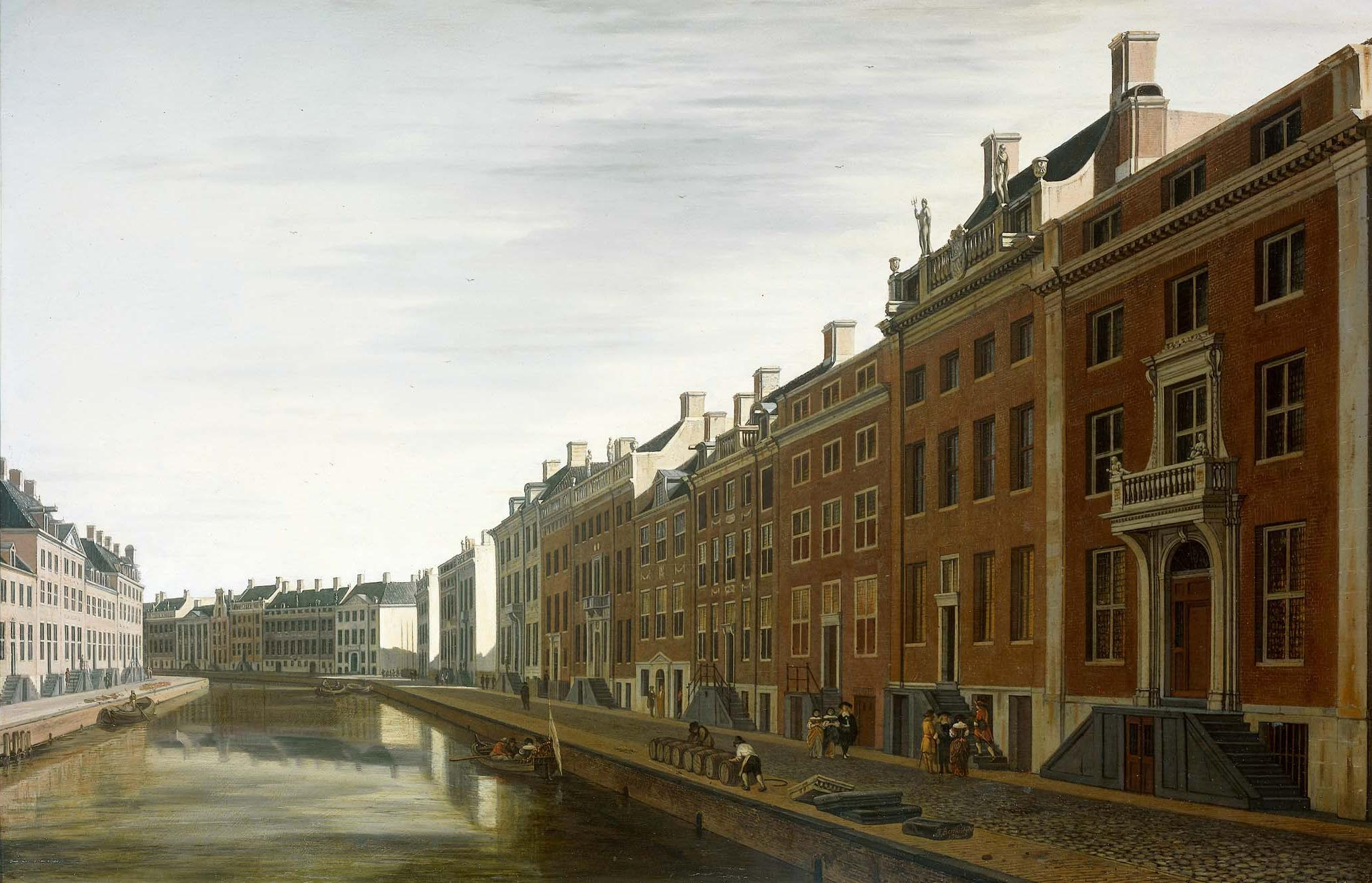
Gouden Bocht geschilderd door Gerrit Berckheyde 1672, vanaf de Leidsestraat
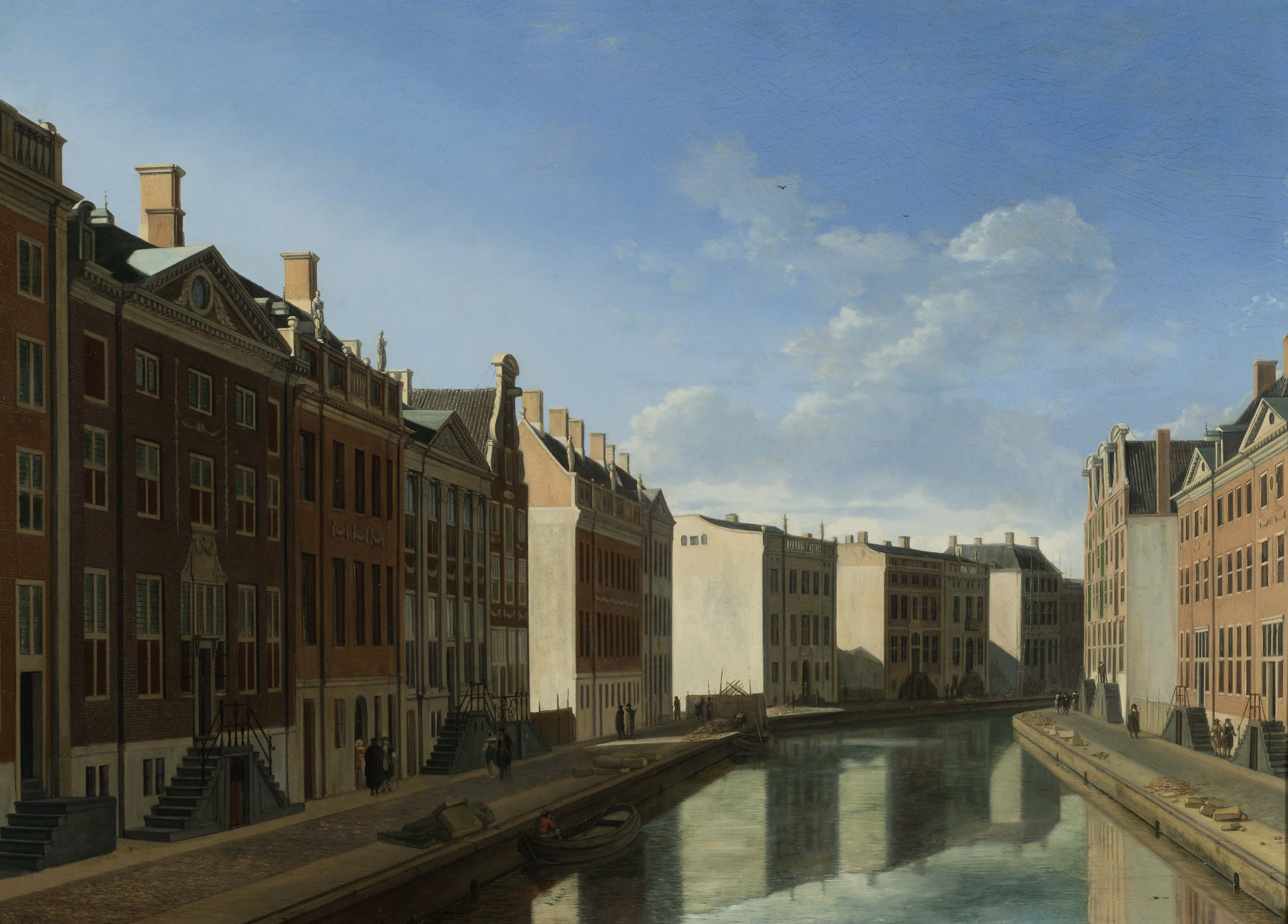
Gouden Bocht geschilderd door Gerrit Berckheyde 1685, waarop te zien is dat een aantal kavels nog steeds niet is verkocht.
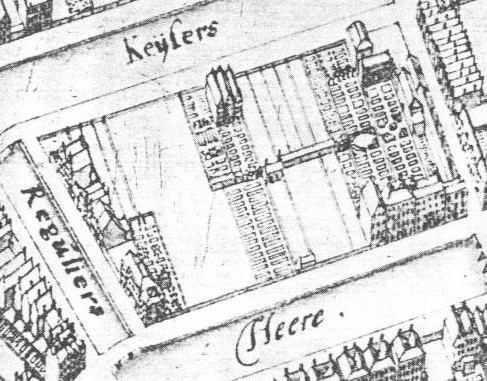
Detail kaart door Jacobus Bosch, waarop is te zien dat in 1680 een groot aantal kavels nog braak lag.